# يوسف العسال
يوسف العسال ( 14 مايو 1947 - 19 نوفمبر 2014)، ممثل مصري.

## عن حياته
كان يعمل في إحدى شركات الطيران، حتى اختاره بعض المخرجين في منتصف السبعينيات لتجسيد دور الأجنبي لشكله ولمعرفته باللغتين الإنجليزبة والفرنسية. ومن أبرز أعماله السينمائية (العمر لحظة ) و(آخر الرجال المحترمين). في بداية الألفية الجديدة كثف من نشاطه التلفزيوني، حيث شارك في العديد من المسلسلات منها (الملك فاروق) و(أماكن في القلب) و(سرايا عابدين).

## من أعماله

### المسلسلات
- سرايا عابدين - الجزء الثاني
- سرايا عابدين
- نظرية الجوافة
- أهل الهوى
- تحت الأرض
- لحظات حرجة 3
- الخواجة عبد القادر

### السينما
- عذاب الحب
- جيم أوفر
- ركلام
- أنا بضيع يا وديع
- بون سوارية
- فتوة الناس الغلابة
- 1975: حبي الأول والأخير

## روابط خارجية
- يوسف العسال على موقع الدهليز
- يوسف العسال على موقع قاعدة بيانات الأفلام العربية